# Sámiid ædnan
Chansons représentant la Norvège au Concours Eurovision de la chanson
Oliver
(1979) Aldri i livet
(1981)
Sámiid ædnan (en français Terre sami) est la chanson représentant la Norvège au Concours Eurovision de la chanson 1980. Elle est interprétée par Sverre Kjelsberg & Mattis Hætta (no).

## Composition
Le parolier Ragnar Olsen (no) et le compositeur Sverre Kjelsberg écrivent une chanson lors des manifestations contre la centrale hydroélectrique d'Alta sur la rivière Alta-Kautokeinovassdraget (no) en 1979.
NRK demande à Sverre Kjelsberg d'interpréter une chanson pour le Melodi Grand Prix 1980. Il choisit Sámiid ædnan. NRK contacte ensuite Mattis Hætta, chanteur sami et manifestant, et lui demande s'il souhaite interpréter la chanson avec Sverre Kjelsberg. Hætta lui-même ne comprend pas pourquoi il devrait participer à un tel programme de divertissement à la télévision. Mais alors qu'il se rend à Göteborg, son bus prend feu. En rentrant chez lui, il s'arrête à Tromsø où il rencontre enfin Sverre Kjelsberg. Lors d'un voyage en voiture entre Tromsø et Finnsnes au cours de l'hiver 1980, Mattis joue une mélodie après l'autre pendant que Sverre écoute. Kjelsberg s'arrête sur le joik qui deviendra le refrain de la chanson, déjà été interprété par Hætta dans le cadre de la grève de la faim des Sami devant le Storting en octobre 1979.
Dès qu'ils ont compris comment alterner chant et joik, ils appellent Egil Monn-Iversen pour l'arrangement.

## Melodi Grand Prix
Le jury est composé de neuf professionnels au Studio 4. Chaque membre du jury note les dix chansons de 1 à 10 points. Au final, deux chansons, Sámiid Ædnan et Bjørnen sover interprétée par son auteur-compositeur Åge Aleksandersen, sont en tête avec 61 points, les neuf juges votent à nouveau en accordant une voix à leur chanson préférée des deux : Sámiid Ædnan l'emporte avec cinq voix contre quatre.

## Eurovision
Lors du Concours Eurovision de la Chanson 1980, la contribution norvégienne suscite beaucoup d'attention, la presse internationale suit de près les participants norvégiens.
La chanson est la onzième de la soirée, suivant Huilumies interprétée par Vesa-Matti Loiri pour la Finlande et précédant Theater interprétée par Katja Ebstein pour l'Allemagne.
À la fin des votes, la chanson obtient 15 points et finit à la seizième place sur dix-neuf participants.

## Postérité
La chanson fait connaître les Samis à toute l'Europe.
En 2010, NRK nomme la chanson la plus mémorable de l'histoire du Melodi Grand Prix.
Elle est reprise dans le film The Thing, sorti en 2011.

### Points attribués à la Norvège
| 10 points | 9 points | 8 points | 7 points   | 6 points    |
| --------- | -------- | -------- | ---------- | ----------- |
|           |          |          |            | - Allemagne |
| 5 points  | 4 points | 3 points | 2 points   |             |
|           | - Maroc  | - France | - Pays-Bas |             |

## Classement des ventes
| Classement (1980) | Position |
| ----------------- | -------- |
| VG-lista          | 1        |